# Mu Phoenicis
Mu Phoenicis (μ Phoenicis) é uma estrela na constelação de Phoenix. Com uma magnitude aparente visual de 4,59, pode ser vista a olho nu em locais sem poluição luminosa excessiva. De acordo com sua paralaxe medida pela sonda Gaia, está a uma distância de aproximadamente 244 anos-luz (75 parsecs) da Terra.
Esta estrela é classificada como uma gigante de classe G com um tipo espectral de G8III. No diagrama HR pertence à população do red clump, o que indica que está na fase evolucionária de queima de hélio no núcleo. A partir da média de diferentes modelos de evolução estelar, sua massa foi estimada em 2,5 vezes a massa solar e sua idade em 1,4 bilhões de anos. A estrela expandiu-se para um raio de 13 vezes o raio solar, e está irradiando energia de sua fotosfera com 87 vezes a luminosidade solar a uma temperatura efetiva de aproximadamente 5 000 K.
A partir de uma diferença significativa entre seu movimento próprio nos catálogos Hipparcos e Tycho-2, esta estrela é considerada uma possível binária astrométrica, cujo movimento próprio varia devido a perturbações por uma estrela companheira.